# Junichi Inoue
Junichi Inoue (井上 純一, Inoue Jun'ichi), né le 26 décembre 1971 à Arakawa, est un patineur de vitesse japonais.

## Biographie
Aux Jeux olympiques d'hiver de 1992 disputés à Albertville, il a obtenu la médaille de bronze du 500 mètres, alors peu connu sur la scène internationale. Il confirme en remportant également une médaille de bronze lors des Championnats du monde de sprint en 1994. Il manque les Jeux olympiques d'hiver de 1998 disputés à Nagano puis se retire de la compétition en 2000.

## Palmarès
- Jeux olympiques d'hiver
  -  Médaille de bronze aux Jeux d'Albertville 1992  sur 500 mètres

- Championnats du monde de sprint
  -  Médaille de bronze en 1994 à Calgary

- Coupe du monde
  - Deuxième du 1 000 m en 1995-1996
  - 3 victoires.